# Улоговина

Вигляд на Сколівську улоговину з гори Кудрявець (хребет Зелем'янка)

Уло́го́вина (лат., англ.: cavus; англ. hollow) — зниження на земній поверхні, замкнуте майже з усіх сторін. 

## Загальний опис
Розрізняють улоговини тектонічного, просадного та іншого походження. Форма улоговини округла (переважно круглих обрисів), рідше витягнута.
Неглибокі улоговини поширені в степах України (зокрема, степові блюдця). Великі улоговини — западини; є також на дні океанів.
За походженням улоговин розрізняють розрізняють такі типи озер:
- тектонічні,
- залишкові,
- льодовикові,
- загатні,
- лиманні.

За водним режимом улоговини поділяють на:
- стічні,
- нестічні (безстічні).

У рельєфі морського дна виділяють улоговини перехідної зони та улоговини ложа океану.

## Приклади улоговин
- Афарська улоговина
- Верхньотисинська улоговина
- Мінусінська улоговина
- Турфанська улоговина
- Станіславська улоговина
- Верхньодністровська улоговина
- Зайсанська улоговина
- Калуська улоговина
- Сколівська улоговина
- Ясінська улоговина
- Улоговина Великих Озер
- Вижницька улоговина